# Orimarga (Orimarga) relicta
Orimarga (Orimarga) relicta is een tweevleugelige uit de familie steltmuggen (Limoniidae). De soort komt voor in het Oriëntaals gebied.